# Jepun
Jepun is een bestuurslaag in het regentschap Tulungagung van de provincie Oost-Java, Indonesië. Jepun telt 6148 inwoners (volkstelling 2010).